# 陈其寿
陈其寿（1866年—1932年），字介卿，浙江海宁人，清末民初政治人物。
陈其寿曾于1901年接替傅鑫任奉贤县知县一职，1902年由郭崇光接任。中华民国成立后，他曾任上海法租界会审公堂刑庭庭长。

## 延伸阅读
[在维基数据编辑]
 《海上名人傳·陳介卿》，出自《海上名人傳》

| 前任： 傅鑫 | 奉贤县知县 1901年－1902年 | 繼任： 郭崇光 |